# フランス風景式庭園

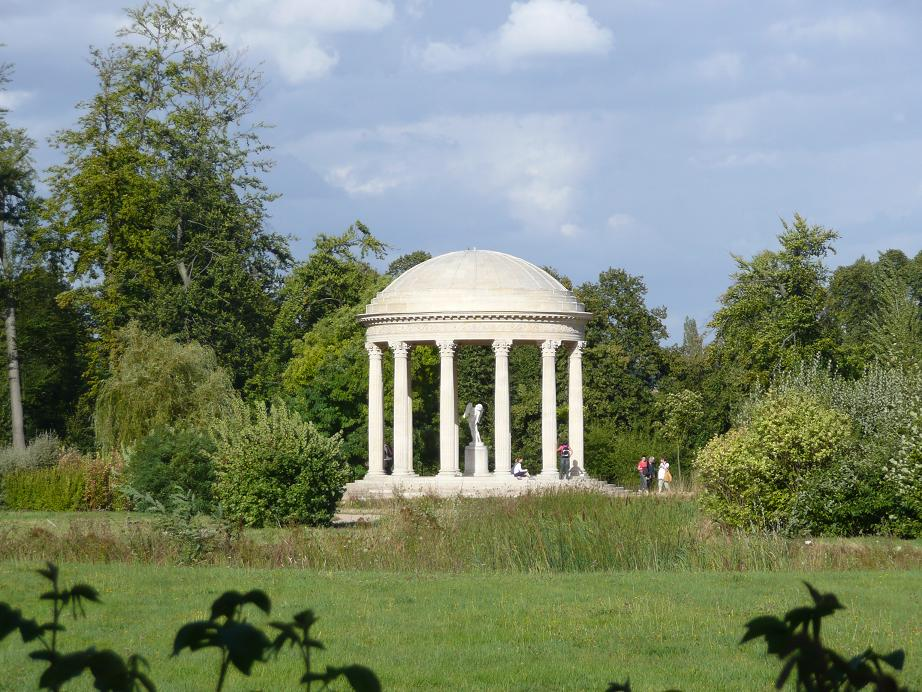
ヴェルサイユでマリーアントワネットのJardin de la reineのために造られたテンプル・ダムール

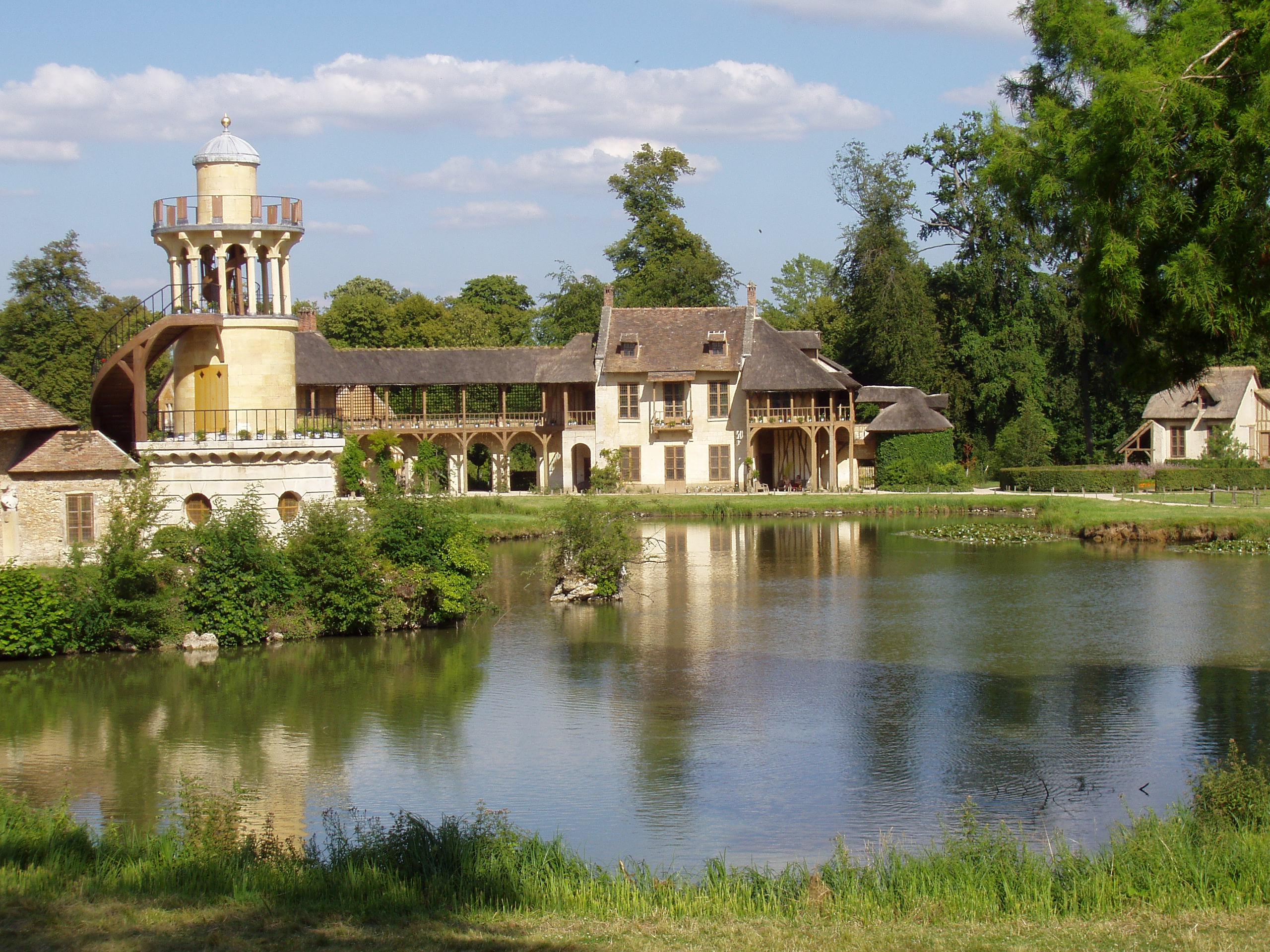
ヴェルサイユ･マリーアントワネットののどかな "hameau de la reine"

フランス風景式庭園 （ フランス語: jardin paysager, jardin a l'anglaise, jardin pittoresque, jardin anglo-chinois)は、理想的なロマンチックな風景、ユベール・ロベール、クロード・ロラン、ニコラ・プッサンの絵画、中国庭園に関するヨーロッパのアイデア、そしてジャン＝ジャック・ルソーの哲学に触発された庭園のスタイル、18世紀初頭イギリスで「イギリス風景式庭園 」として始まった庭園のフランス版で、18世紀後半から19世紀初頭にかけて徐々に対称的なフランス式の平面幾何学式庭園 （ jardin à la française )から置き換えられていく。
なお、18世紀末に大流行し、当初「イギリス式庭園」と呼ばれていた庭園様式がシャルル・アルファンから１世紀ほどが経過する中で、フランス化された可能性も十分あるが、イギリス風景式庭園がフランスではどのように呼ばれているのかについては、2014年にフランスの公園·庭園委員会に登録されている公園などに関する資料があり、その結果、アンリ・マルチネが設計したロネルやボーモンの公園やマルチネの師エドュアール・アンドレ設計によるコニャックの庭園などのイギリス風景式の流れを汲む庭園は、「イギリス式庭園」(Le jardin anglais)と説明されているという。また資料によれば、総数約1487か所の庭園、公園のうち、一部にイギリス式が採用されているものを含めても全体の概ね三分の一程度にしかならず、フランスの庭園全体を俯瞰すると、現在、その中心はやはり整形式庭園のようであるが、いずれにしてもアンドレによる「複合(混合)様式」の庭園などは膝元でも「フランス風景式庭園」とは呼んでいないようである。
また18世紀末のフランスでは、イギリス式「風景派」の影響で、中国風の庭園が建設された。しかしフランスでつくられたそれらの庭園は原型と異なり、差し迫る革命やロマン主義、象徴主義、さらにはシュール・リアリズム到来の気配までも感じさせるものだった。

## フランスのイギリス庭園
ナポレオンの第一帝政を逃れて、多くの人々がフランスからイギリスに移住していた。やがて帝政崩壊後に帰国した彼らはイギリスの風景庭園様式を母国に伝えた。たとえばガブリエル・トゥアンは、大小の園路と円形の芝生、島状の植栽という単純モデルを基礎に、イギリス庭園を合理的、実用的な「フランス式」に体系化し、その普及を進めた。1860年代には、イギリスのカーペット・ベッディング(毛氈状の植え込み）を模倣した島状の植栽がつくられ、今でもそれらを残す公園がある。フランスでは、いわゆるカーペット・ペッディングとフラワーベッディングが混同され、「モザイクチュール」と呼ばれる両者の混合した新様式が生まれた。デザインは幾何学的だが、なかには象徴的なものや動物をかたどったものもあった。
ポーランドのムスカウにあるピュックラー侯の東洋風風景庭園にもモザイクルチュールがある。花の植え込み、さまざまな形をした花壇はハンフリー・レプトンの影響によるもので、後の「モザイクルチュール」を予感させるものである。
パリ植物園の増設計画
1820年、ガブリエル・トゥアンによるパリ植物園の増設案には、イギリス庭園の体系化を読み取ることができる。19世紀、フランス中にイギリス庭園が普及したのは、彼の体系化のおかげである。

## 公園と近代墓地へ
19世紀には、ひとにぎりの特権階級のためではないあらゆる人のための公園という、新しい概念が登場する。フランスでは公共散策路が古くから存在し、18世紀には北東部の都市ナンシーの「ラ・ペピニエール」のように公園が都市開発のプロジェクトに組み込まれるのが普通だった。革命政府は聖職者や貴族、王族の領地を没収し、彼らの所有していた庭園のいくつかを、公共の散策の場に変えた。
このような公園がウィーンでは1777年、皇帝ヨーゼフ2世がプランターを公開し、すべての人のための遊園とした。またデンマーク人のヒルシュフェルトは、ナショナリズムの表現と自然とを結合させた「ヴォルクスガルテン」の概念を形成した。この概念はドイツに渡り、ペーター・ヨーゼフ・レンネは、ベルリンのティアガルテンの設計に、愛国的テーマの像や戦没者記念碑を取り入れている。
19世紀フランスの生んだ近代墓地の歴史は、教会敷地内への埋葬が禁止された1786年に始まる。1804年にはかの有名なペル・ラシェーズの墓地が開園している。 18世紀の庭園に、すでに死者を記念する碑や建造物が置かれていたことを考えれば、墓園の装飾物へと代わったのはごく自然なことだった。墓地はこうして死者のためだけではなく、生きている者の庭園ともなった。曲がりくねった小道や林、ところどころに配置された池や湖水による景観は、風景式庭園の様式にしたがってつくりだされたものだった。

## ルソーの造園哲学

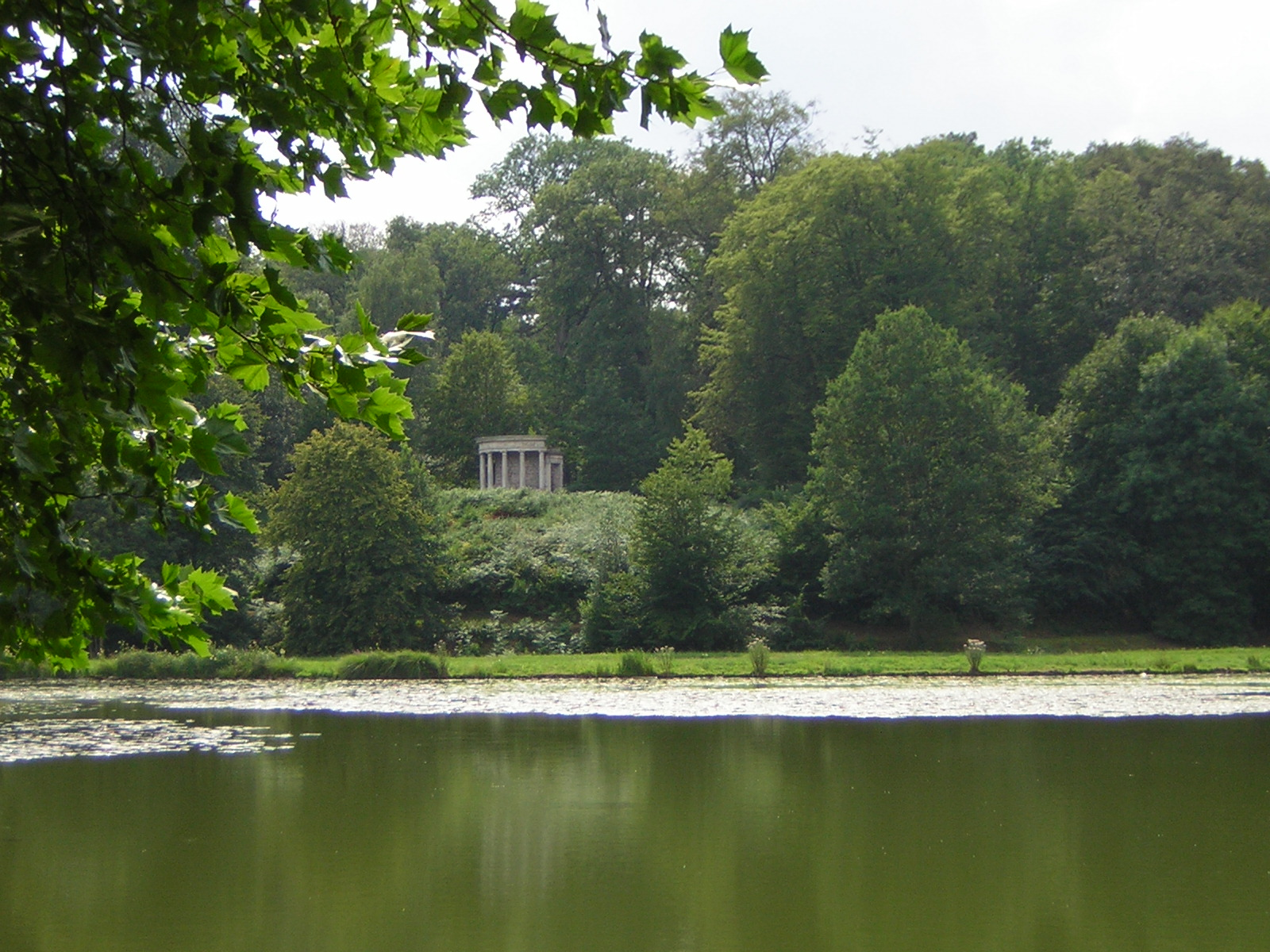

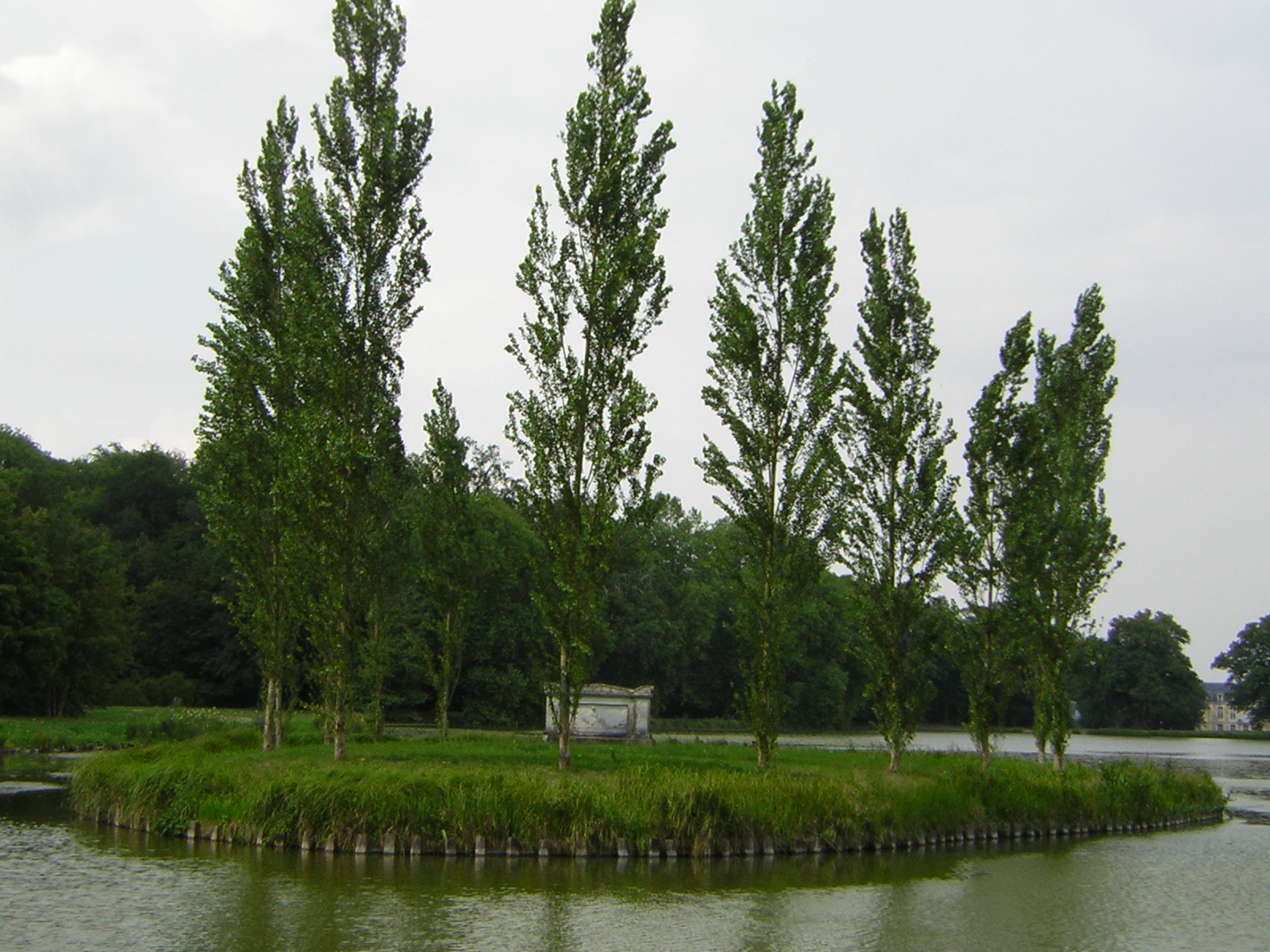
エルムノンヴィルの湖の島にあるルソーの慰霊碑

風景式庭園の啓蒙思想はイギリスにおいて始まったとしても、18世紀の半ば頃モンテスキューやヴォルテールを中心にしてむしろフランスで実を結んだ観がある。当時の「イギリス崇拝」の風潮を反映してウェートリの『近世造園論』やウォールポールの『近代造園論』が仏訳され、ようやく平面幾何学園に倦いたフランス造園界にアピールすることになったがオーストリアを援けそのために窮極的にはカナダを拋棄する破目になった七年戦役(1758-1763年)を契機としてフランスの庭園界も整形から非整形へと転換したとみられている。このことと、ルソーの「自然復帰への思想」が強い影響力をもつ。
フランスで活躍した哲学者ジャン＝ジャック・ルソー （1712– 1778）の思想はフランス風景式庭園に大きな影響を及ぼし、彼自身がフランスで風景式として最初の重要な庭園、エルムノンヴィルに埋葬されている。スイスに生まれ、生後10日で母を失い、10歳にして父の出奔に遭ったルソーは16歳にして放浪の生活に入る。かれの最も幸福であったヴァラン夫人との生活を謳歌した『ヴァラン男爵夫人の果樹園』はともかく、1761年に出版された『新エロイーズ』と、死の直前(1777から1778年)に書き上げた『孤独な散歩者の夢想』に自然詩人としてのルソーを最もよくうかがうことができるが、ルソーはそれ迄の庭園にあまり関心を示さなかったという。庭や自然を意識した当時にあって、フランスの庭園が整形式のものだったからであり、その証拠には部分的に自然風な扱いをしているルソーの庭がわずかにかれの気に入っていたのである。『新エロイーズ』に現われるクララン邸の庭園の描写は散文的であり、そこから当時の庭園の姿を忠実に描きだすことはできないにしてもルソーが自然風な庭園のあり方に賛同していることがわかる。また『孤独な散歩者の夢想』には往年の激情と諦観が交錯しているが、そこの『第五の散歩』にはルソーが生涯のうち最もすばらしいと感じたビエーヌ湖の中にあるピエール島が描写されており、モーティエを石で追われたかれはここにも11か月以上滞在することを許されなかったが、そこでの生活が自然、さらに造園的描檸によって浮きぼりにされていることがわかる。
ルソーは1761年にイングランドを訪問した際、ストウなどを含む有名な庭園を見学したが、彼はそこに様々なスタイルが混ざるミッシュマッシュ形式を批判。「それらは非常に美しく、絵のように美しい場所として構成されています。そのうちの異なった特徴を異なった国から選ばれていました」と書いている。「アセンブリを除き、それらはすべて自然風にしているようです。」 
ルソーは1762年に著した「自然の貴族」について次のように述べている。「すべてが人の手の中で退化する」  彼の小説『La Nouvelle Héloise』でルソーは、人々が自分自身に忠実であり得る完璧な風景を想像していた。この想像上の庭園はフランスの風景式庭園のモデルとなっていく。フランスの歴史学者ユルギスは、次のように書いている。「この楽園のテーマは、一度に自由を謳歌する花、大地と水を設定することによって復元された。対向でエリシアンフィールズ、オーチャードクラレンスのパラソル、ファン、マーモセット、そして竜の彫刻やserriedの木に、ルソーは、その新しき自由で、この神話を再覚醒させた。」 
とりわけルネ・ド・ジラルダンはエルムノンヴィルでルソーの思想で庭をつくる熱心な使途で、彼はルソーの本で描かれているのどかな風景を説するために庭を設計した。彼はパリを旅行しルソーを訪ね庭園をも訪問し、エリゼと呼ばれるルソーの小説に記載されたラ・ヌーヴェルエロイーズ （「ジュリー、または新エロイーズ 」 ） にあるジュリーの家に似せて設計された小さなコテージに滞在する彼を説得、ルソーは1778年5月に訪問するようになり、そこで滞在しながら（ 孤独な歩行者の逆 ）『Les Confessions』を改訂し、『Les Rêveries du promeneur solitaire』を書き続けた。そして1778年7月に腎不全にて、その地で亡くなった。彼の遺体は湖の小さな島にあるポプラの木の木立の中の墓に置かれた。
ここで庭園史上注目すべきことは、ルソーがたんに著述によって自然を賛美しただけでなく、わずか6週間ではあるが、風景式というよりも自然風なエルムノンヴィルに最後の安住の地を見出したことである。ルソーを尊敬していたジラルタン侯は四面楚歌のなかにあったルソーを、パリの東のエルムノンヴィルの邸宅に移り住まわせ。最後に憩いの日々を静かにここですごしたルソーは、エルムノンヴィルの自然のままの姿をとり入れたこの庭園をこの上なく愛した。40日のあいだ、ここで瞑想し、草花と親しみ、湖上を静かに漕ぎ回るのがルソーの日課になったという。『新エロイーズ』に描かれた「千羽の小鳥」を思いながら繁みにむれ遊ぶ小鳥穀物を与え、湖水の魚にパン屑を投げ、ジラルダン候の子供らと遊び、『エミール』の教育論を地で行く際かれらに深い愛情を示したとジラルダン夫妻の伝記には綴られている。
ジラルダンはエルムノンヴィルの園をルソーのアイデアの生かしイラストにし、その絵のように繊細に構成された景を作ることで訪問者に長い散歩をしてもらい、訪問者に純粋な感情を抱かせるように設計。 道は丘の中腹をたどり、上下に登り、木々の木陰から日光まで様々な景色を眺めることができるように設計されている。彼はこの庭の目的を著書『De la composition des paysages (1777)』（「景観の構成」）の中で解説している。
| 「 | あなたが本当の喜びを持ちたいのなら、あなたはいつも最も簡単な方法を探し、自然に合った娯楽を見つけなければなりません。 | 」 |

庭園をつくるにあたってルソーの『新エロイーズ』に描かれた理念がとり入れられていることは十分にわかるところであり、そうした意味ではルソーが間接に造園に関与したといえる。エルムノンヴィルの庭園はルネ·ジラルダン侯が1766年から1776年まで10年がかりで、父の残したエルムノンヴィルに自然風の庭園を構築したことが明らかである。ジラルダン侯がルソーに初めて会ったのが1776年である。
ジラルダン侯がエルムノンヴィルの領地に展開した楽園は大きく11つの部分に分かれる。その1つは「感傷的ならびに瞑想的な風景式庭園」であり、他は「田園牧歌的な桃源境」である。大まかにいえば池(湖)の周辺の比較的細かい手法を施された平坦部が前者で、西部の森に接した小高い部分が後者といえこれはジラルダン侯がこれに先立ってしばしば外国旅行をしたこと、とくにイギリスを訪れたことが風景式庭園をつくる上に大きな影響を及ぼしている。たとえばウィリアム・ケントがノーフォークの伯爵領につくったホルカムの居城の庭園、コ・ハム卿の風景式庭園や詩人シェーンストンの庭園内の岩窟、廃墟、瀑、オベリスク、岩山といったものが、後年エルムノンヴィルに具現されたと考えることができるからである。
「自然が提供するものを受けいれ、自然の拒否するものは保続しないことを知り、それが容易で簡鼡なものを実行に移すべきである」というのが、ジラルダンの造庭に対する信条であったという。もちろん、かれの計画が、実施に移されるまでにはモレルの設計、ロベール·ユペールのデッサンが参考にされ旅行中すでにマスタープランが頭の中に描かれていることとすると、庭園の設計者はジラルダン侯自身であり、そこへルソーの自然観がにじみ出ていると考えるべきとみられるが
ルソーが1778年ここで急逝したあと、ジラルダン侯は悲歎のうちにもすかさず彫刻家のウードンに命じてルソーのデスマスクをつくらせるとともに深夜ルソーの棺を池の中の「ポプラの小島」に移しており以後ポプラの小島は風景式園の重要な局部となり、同様の形に飾られた島をすべてルソー島と呼ぶようになった。たとえばヴェアリッツの庭園にも「ルソー島」がつくられている。
ルソーから導かれ、ジラルダンや他のガーデンデザイナーによって大通りや風景に変えられた彼の原則は、フランス内周辺の風景式庭園へ移植されていく。

## フランスの著名な風景式庭園
プティ・トリアノン、ランブイエ、パルク・モンソーには風景式庭園の実態または名残りが歴然であり、その他にも部分的に風景式園につくりかえられた庭園はフランスにもいくつか残っている。
ムーラン・ジョリ（1754–72）
クロード・アンリ・ウォレット (fr:Claude-Henri Watelet) がペイザジストとなって設計したMoulin Joli（ "かわいい工場"）が、おそらくフランスにおいて、最初の新スタイル庭園となった。数回訪れている川沿いのコロンブとアルジャントゥイユ間に沿って配されたがウォレットは散歩中にその場所を見出してそこを購入し、その自然の美しさを保持する庭園を作り出していった。そこは素朴な家屋と洞窟、動物のための避難所、中国式の橋、オランダ式の橋と浮遊橋、製粉所、そして伝統的なレイアウトになる庭のある3つの島から成っていた。庭を "L'isleenchantée"と呼んだウォレットは、自身が見出したこの庭は"古代から生まれ、イタリアとフランスのルネサンスによって受け継がれてきた長い伝統に続く牧歌的スタイル"であると記した。庭への訪問者には画家フランソワ・ブーシェやユベール・ロベールとエリザベート＝ルイーズ・ヴィジェ＝ルブランなどがおり、マリー・アントワネットも数回訪れている。
メレヴィルの庭園
フランスの庭園に絵画の影響を持ち込んだのか画家ユベール・ロベールである。メレヴィルの庭園の絵画的風景と建築物は、彼の構想に基づく。それはイギリスの庭園家の理想よりも、限りなくル・ノートルに近いもので、自然を絵画的に再編成した力作である。
エルムノンヴィル、オワーズ
「ルソーのイデーが端的にそこに生かされたエルムノンヴィルの庭園は前期ロマン感傷派の代表作としてフランスといわず、ひろくヨーロッパの風景式庭園の歴史において重要な位置を占めるものである」。ルソーは純粋な自然の清らかさに反する、社会の堕落を指摘したが、ドイツでは、シラーとゲーテが新ロマン主義の運動を提唱し、イギリスで生まれた風景庭園の様式を、抵抗なく受け入れる素地ができていた。
ジラルダン侯爵は、軍人として多くの時間を旅に費やしたあと、パリ近郊のエルムノンヴィルの地所の整備に手をつけた。のちにフランスで最も美しい風景庭園となるこの庭園の構成は、イギリスでジラルダンを狂喜させたリーソーズに類似している。そこには円を描く散策路や、多くの記念碑、計算された適度の多様性があった。また、この庭園でユベール・ロベールがデザインしたジャン・ジャック・ルソーの墓が重要なポイントとして用いられている。このことは墓や墓型の記念碑が装飾としてよく使われた当時の風潮を表している。 ジラルダン侯爵は、古典文化とともに近代思想にもよく精通していた。エルムノンヴイルの庭園には、そのような侯爵の知性をうかがわせる抽象的なシンボルが多い。「すべてを言い尽くした」というラテン語碑文(モンテーニュに捧げられたもののある神殿や、哲学に終わりのないことを連想させるため、あえて未完成のままにとどめられた哲学の神殿などがそれである。夢想の祭壇と囲い地は、人生の最後の6週間をここに過ごしたルソーへの敬意を表すためにつくられた。
レの荒野
パリの西に、モンヴィル男爵によってつくられたのが、「レの荒野」である。曲がりくねった園路、壊れた円柱、廃墟のようにつくられた家、ピラミッド形の氷の貯蔵庫、霊廟など、この神秘的かつ劇的な庭園のアイデアを生んだのは、男爵のフリーメイソン団員としての信念だろうか。建造物は全17あり、洞窟をもつものもある。その中には、等身大を、超える大きさで、さらには松明をかかげた牧神像がいくつも置かれていた。中国風の建物というアイデアは、イギリスから伝わったものである。ロンドン近郊にキュー ガーデンをデザインしたウィリアム・チェンバーズに端を発する中国趣味は、狂気ともいえるほどのブームとなり、ヨーロッパ全土へと広がっていたのである。
マルメゾン城
マリ・ジョゼフ・ローズ・タシエール・ド・ラ・パジュリは、1796年にナポレオン・ボナパルトと結婚し、1799年、パリ近郊のマルメゾンの所領を得た。未来の皇后の風景庭園趣味はナポレオンは気に入らなかったが、彼女は、どうしても流行の庭園を持ちたいと強く訴えた。ジョゼフィーヌはまた、植物学に強い興味を示し、エメ・ポンプランをはじめ、当時最高権威といわれた植物学者たちの助力を得て、世界中の植物を収集した。マルメゾンの庭園はバラだけでも250種類を誇るほどになり、その監督にはポンプランが就任する。
ポンピニャン城（1745年 80年作品、主に1766年 74年庭園）
モンソー公園、パリ（1773–78）
Désertde Retz、イヴリーヌ県（1774–82）
庭園としてのラスティック・ビレッジ（hameau）
フランスのランドスケープガーデンの開発とともに、18世紀には観賞用の農場と絵のような「ビレッジ」が並行して開発される。フランスでこの手の装飾的な農場はムーラン・ジョリが最初であったが、同様の素朴な建物を配したものにエルムノンヴィル、モンソー公園、ドメーヌ・ド・ ランシーにできていた。1774年コンデ公は、シャンティイ城でこうしたラスティック・ビレッジとなるシャンティイ総邸宅を構想した。その小さなビレッジはノルマンディー農場をモデルにしており、建築家ジャン・フランソワ・ルロワ（Jean-FrançoisLeroy）によって設計された茅葺き屋根の建物が7つあった。外装は素朴であったが、内装は非常にエレガントで、コンサート、ゲーム、そしてディナーなどに、また1782年にはロシアからの宮廷客のもてなしにも活用された。
Jardin de la reine、ヴェルサイユ、（1774–79）
庭園の建設は整形式と温室をいくつかもつ古い植物園の除去を必要としたが、園の植物の中には新しい庭園に組み込まれたものもあれば、パリの他の王立庭園や新しい植物園に送られたものもある。1783年、マリー・アントワネットは当時素朴な村景として最も著名な庭園であったfr:Hameau de la Reineの造成を命じた。1783年から1787年にかけてハムレット、11の家が湖の周りに広がるノルマンディーの精神が宿るように建設された村景をつくり、5棟の建物を設けて当地の農作業に従事している職員の実際の住居とした。また女王とゲストがリラックスするための部屋、スイートルームも設けた。
その他の庭園

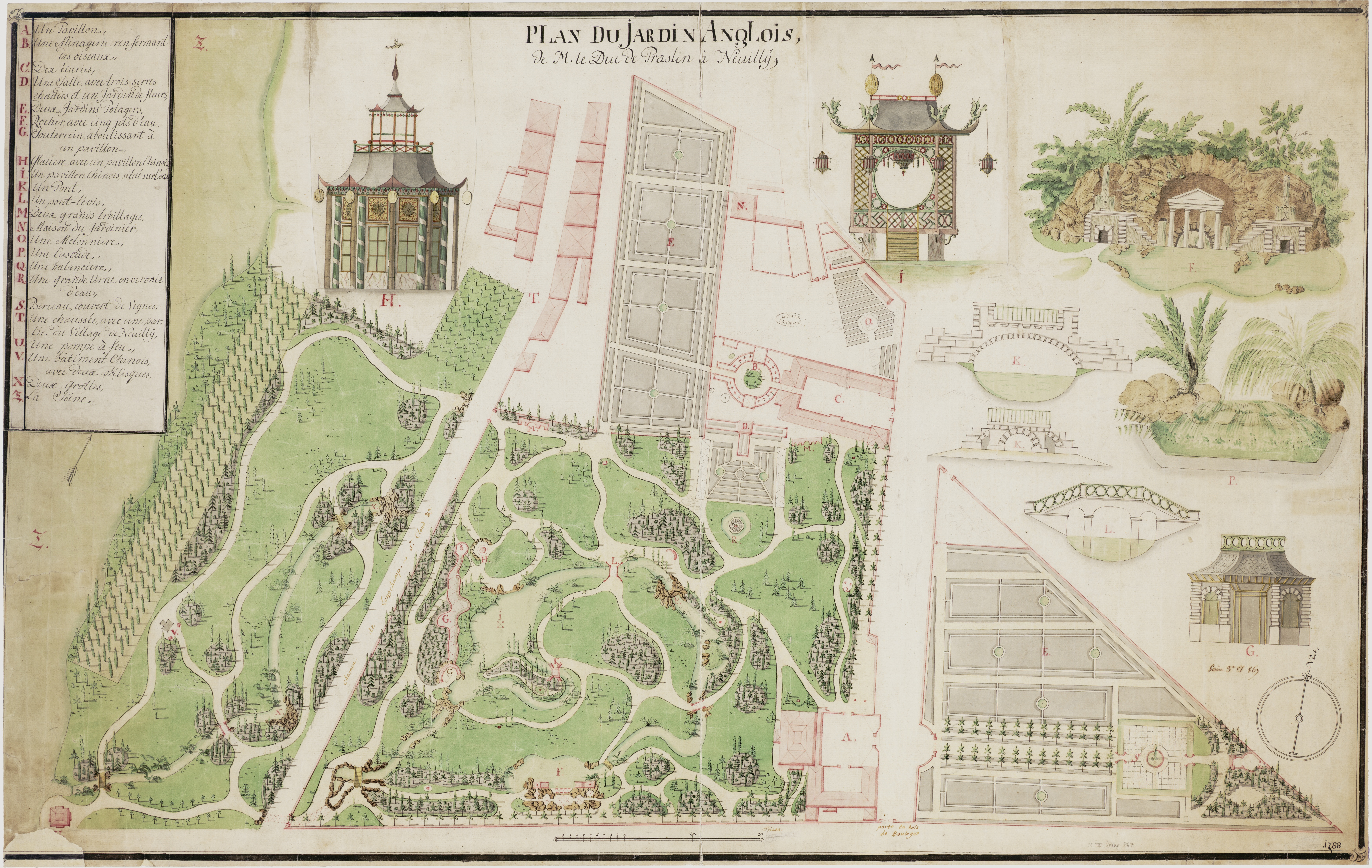
フォリー・セント・ジェームズの地図、1788年

- アモー・ド・ラ・レーヌ、ヴェルサイユ（1783–89）
- フォリー・セント・ジェームズの地図、1788年
- シャトー・ド・バガテル、パリの庭園（1777–84）
- フォリセントジェームス、ヌイイ、（1777年から1780年）
- シャトー・ド・メレヴィル、エソンヌ、（1784–86）
- モルフォンテーヌ
- ブルイユ城庭園
- ヴァルジャンスーズ